# Piet Keizer
Petrus Johannes "Piet" Keizer (14. lipnja 1943. – 9. veljače 2017.) umirovljeni je   nizozemski nogometaš koji je igrao na poziciji lijevog krila.
Kao dio Ajaxovog "totalnog nogometa" 1960-ih i 1970-ih, Keizer je bio iznimno značajan pod vodstvom trenera Rinusa Michelsa, te potom Stefana Kovacsa (1965. - 1973.). Smatra se jednim od najboljih igrača u povijesti Nizozemskog nogometa. 
Nizozemski spisatelj Nico Scheepmaker rekao je kako je "Cruijff najbolji, ali Keizer je bolji."

## Klupska karijera
Odigrao je 490 službenih utakmica za Ajax od 1961. do 1974., te postigao 189 golova. Igrao je pretežno na poziciji lijevog krila, te osvojio tri uzastopna Kupa prvaka (1971., 1972., 1973.). Protiv A.C. Milana izgubio je u finalu Kupa prvaka 1969. godine. S Ajaxom je osvojio 6 naslova nizozemske lige Eredivisie, 5 KNVB kupa, 2 UEFA Superkupa, 1 Interkontinentalni kup, te 1 Intertoto kup.
U kolovozu 1973. godine, pod vodstvom trenera Georgea Knobela, Ajaxovi igrači izabrali su ga tajnim glasovanjem za kapetana momčadi umjesto Johana Cruijffa. Nekoliko tjedana kasnije Cruijff se je pridružio momčadi Barcelone. No, kapetan je bio i prije Cruijffa od 1971. do 1972. godine.

## Reprezentativna karijera
S nizozemskom reprezentacijom odigrao je 34 utakmice zabivši pritom 11 golova. Debitirao je u prijateljskoj utakmici protiv Nizozemskih Antila 1962. godine, pobijedivši ih 8-0. Nizozemski izbornik Rinus Michels pozvao ga je u reprezentaciju na Svjetsko prvenstvo 1974. godine, na kojem je igrao svoju prvu utakmicu protiv Švedske s rezultatom 0-0.
Iznenadno se je umirovio u listopadu 1974. godine, nedugo nakon svađe oko taktike s Hansom Kraayom, trenerom Ajaxa.

## Osobni život
13. svibnja 1967. oženio je Jenny Hoopman s kojom ima dva sina.
Preminuo je nakon duge bolesti u veljači 2017. Bolovao je od raka pluća.

## Stil igre
Na Uefinoj webstranici opisan je kao "genije lijevog krila, vješt bočni igrač, folija Johanu Cruijffu."
Johan Cruijff, u svojoj autobiografiji, svrstao je Keizera na poziciju lijevog krila u svoju idealnu momčad.

## Postignuća

### Klupska
Ajax
- Eredivisie: 1965.–66., 1966.–67., 1967.–68., 1969.–70., 1971.–72., 1972.–73.
- KNVB kup: 1960.–61., 1966.–67., 1969.–70., 1970.–71., 1971.–72.
- Kup prvaka: 1970.–71., 1971.–72., 1972.–73.;Finalist: 1968.–69.[10]
- UEFA Superkup: 1972., 1973.[12]
- Interkontinentali kup: 1972.
- Intertoto kup: 1961.–62., 1968. (Pobjednici A2 skupine)

### Reprezentativna
Nizozemska
- Svjetsko prvenstvo Finalist: 1974.